# Anna Botsford Comstock
Pour les articles homonymes, voir Comstock.
 (novembre 2019).
Si vous disposez d'ouvrages ou d'articles de référence ou si vous connaissez des sites web de qualité traitant du thème abordé ici, merci de compléter l'article en donnant les références utiles à sa vérifiabilité et en les liant à la section « Notes et références ».
Anna Botsford Comstock est une entomologiste, une illustratrice et une vulgarisatrice américaine, née le 1er septembre 1854 dans le Comté de Cattaraugus dans l'État de New York et morte le 24 août 1930 à Ithaca dans l'État de New York.

## Biographie
Elle est la fille unique d’une famille de fermiers quaker. Elle étudie à l’université Cornell jusqu'en 1876. Elle se marie avec son professeur d’entomologie, John Henry Comstock (1849-1931) en 1878. Lorsque son mari prend la direction du département d'entomologie du ministère de l’agriculture, elle commence à y travailler bénévolement avant d’y être appointée.
À la fin des années 1880, elle étudie la gravure auprès de John P. Davis de la Cooper Union et sera la première femme à être acceptée au sein de l’American society of Wood Engravers. Son écriture sur la nature reflète ses influences poétiques et philosophiques, notamment de Ralph Waldo Emerson (1803-1882), James Russel Lowell (1819-1891) et William Wordsworth (1770-1850), mais c'est le langage et les observations de Henry David Thoreau (1817-1862) qui guideront ses cours sur la littérature de la nature. 
Elle illustre les cours et les ouvrages de son mari, son nom apparaissant parfois à ses côtés. Elle œuvre notamment sur le Manual for the Study of Insects (1895) et Insect Life (1897). Elle travaille également pour d’autres enseignants de Cornell comme Liberty Hyde Bailey (1858-1954). Elle obtient son Bachelor of Sciences (licence) en 1885 avec une thèse intitulée The Fine Anatomy of the Interior of the Larva of Corydalus cornutus.
Elle est la première femme à être nommée professeur-assistant à Cornell en 1898 mais à la suite de la protestation du comité directeur, son titre est ramené à celui de simple conférencière. Elle ne retrouve son titre qu’en 1913 avant d’être nommée professeur en 1920, deux ans avant son départ à la retraite.
Anna Comstock travaille à la popularisation de l’étude de la nature directement sur le terrain et non simplement à travers les livres et milite pour une approche mêlant poésie et rigueur scientifique ; sa devise « Par les livres jusqu'à la nature », par opposition à la maxime « La nature, pas les livres » de Louis Agassiz, souligne la démarche hypothético-déductive de sa méthode. Elle participe activement à la revue Nature Study Review de 1905 à 1923, qu’elle dirige après 1917. Contre l’avis de son mari et de son collègue L.H. Bailey, elle fait paraître un manuel, Handbook of Nature Study, en 1911, qui est réédité 24 fois jusqu’en 1939. En 1913, elle fait paraître un guide sur l’élevage des animaux domestiques, Pet Book.
Lorsque son mari est atteint d’une hémorragie cérébrale le 6 août 1926, elle interrompt l'ensemble de ses activités. Elle-même souffre d’une sévère maladie du cœur.

## Œuvres
- Handbook of nature-study for teachers and parents, Comstock Publishing Company, 1911 (Edition 13, 1922 online)
- The Bird Notebook, Comstock Publishing Company, Edition 2, 1913
- An Introduction to Entomology, (avec John Henry Comstock) Ithaca, New York, 1888 (online)